# Crkva sv. Andrije na Svetcu
Benediktinski samostan, rimokatolički samostan redovnika benediktinaca na Svetcu, od kojeg je danas ostala samo crkvica sv. Andrije.

## Povijest
Na otoku su u razvijenom srednjem vijeku boravili benediktinci koji su ovdje imali svoj samostan (na južnom otočnom vrhu), a na otoku su boravili do kraja 15. ili početka 16. stoljeća. Crkvica sv. Andrije na otoku Svetcu ostatak je tog benediktinskog samostana koji se spominje u 13. st. Sagrađena je na mjestu predromaničke crkve. Današnji oblik crkve datira iz 18. st. Glavnim pročeljem orijentirana je prema jugu. Jednobrodna je, s polukružnom apsidom, te zvonikom na preslicu. Zvono s natpisom iz 1524.g. ukrašeno je plitkim reljefom renesansnog sloga. U crkvi se nalazi ostatak kamenog kipa sv. Andrije, slomljen u tri komada i potpuno isoljen.
Ruševine crkve sv. Andrije iz 13.st. nalaze se na vrhu otoka Sveca u komiškom akvatoriju. Od crkve koja je srušena u 18.st. sačuvana je i vidljiva polukružna apsida s trijumfalnim lukom srpastog oblika, a ostali dijelovi bi se mogli otkriti arheološkim istraživanjem. Crkva sv. Andrije bila je u sklopu benediktinskog samostana sv. Andrije iz 9. st.

## Zaštita
Pod oznakom Z-5857 i RST-0554-1971. zavedena je kao nepokretno kulturno dobro - pojedinačno, pravna statusa zaštićena kulturnog dobra, klasificirano kao "sakralna graditeljska baština ".